# Oraniopsis appendiculata
Oraniopsis appendiculata là loài thực vật có hoa thuộc họ Arecaceae. Loài này được (F.M.Bailey) J.Dransf., A.K.Irvine & N.W.Uhl mô tả khoa học đầu tiên năm 1985.

## Hình ảnh

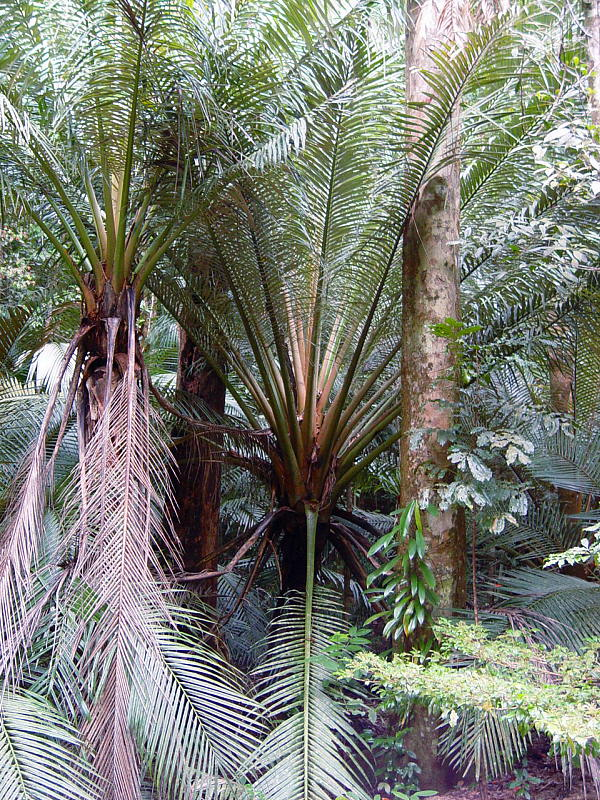